# Chelostoma laticaudum
Chelostoma laticaudum är en biart som först beskrevs av Raymond Benoist 1938.  Chelostoma laticaudum ingår i släktet blomsovarbin, och familjen buksamlarbin. Inga underarter finns listade i Catalogue of Life.